# Germainvilliers
Germainvilliers est une commune française située dans le département de la Haute-Marne, en région Grand Est.

## Géographie
Germainvilliers est située à l'extrémité du département de la Haute-Marne, en limite des Vosges, et à proximité de la future zone d'activité de Damblain.
|                        | Champigneulles-en-Bassigny |                     |
|                        | Germainviliers             | Blevaincourt Vosges |
| Breuvannes-en-Bassigny |                            | Damblain Vosges     |

### Hydrographie
La commune est dans le bassin versant de la Meuse au sein du bassin Rhin-Meuse. Elle est drainée par le ruisseau du Grand Étang de Germainvilliers,.

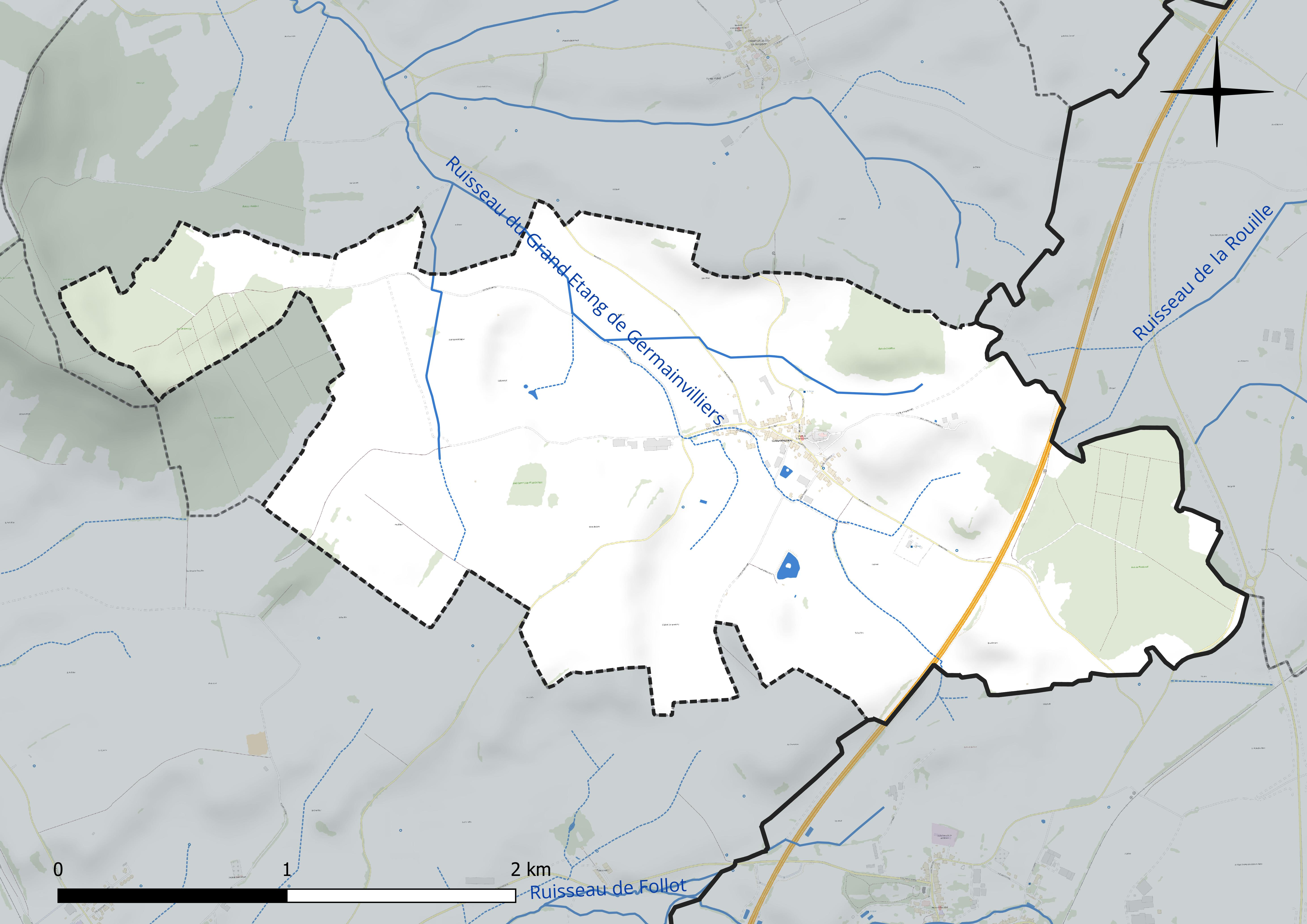
Réseau hydrographique de Germainvilliers.

### Climat
Pour des articles plus généraux, voir Climat du Grand Est et Climat de la Haute-Marne.
En 2010, le climat de la commune est de type climat de montagne, selon une étude du Centre national de la recherche scientifique s'appuyant sur une série de données couvrant la période 1971-2000. En 2020, Météo-France publie une typologie des climats de la France métropolitaine dans laquelle la commune est exposée à un climat océanique altéré et est dans la région climatique  Lorraine, plateau de Langres, Morvan, caractérisée par un hiver rude (1,5 °C), des vents modérés et des brouillards fréquents en automne et hiver. 
Pour la période 1971-2000, la température annuelle moyenne est de 9,4 °C, avec une amplitude thermique annuelle de 16,8 °C. Le cumul annuel moyen de précipitations est de 1 005 mm, avec 13,1 jours de précipitations en janvier et 9,4 jours en juillet. Pour la période 1991-2020, la température moyenne annuelle observée sur la station météorologique de Météo-France la plus proche, « St Ouen-les-parey_sapc », sur la commune de Saint-Ouen-lès-Parey à 11 km à vol d'oiseau, est de 10,0 °C et le cumul annuel moyen de précipitations est de 806,8 mm. 
La température maximale relevée sur cette station est de 39,4 °C, atteinte le 25 juillet 2019 ; la température minimale est de −22 °C, atteinte le 20 décembre 2009,,. 
Les paramètres climatiques de la commune ont été estimés pour le milieu du siècle (2041-2070) selon différents scénarios d'émission de gaz à effet de serre à partir des nouvelles projections climatiques de référence DRIAS-2020. Ils sont consultables sur un site dédié publié par Météo-France en novembre 2022.

## Urbanisme

### Typologie
Au 1er janvier 2024, Germainvilliers est catégorisée commune rurale à habitat dispersé, selon la nouvelle grille communale de densité à sept niveaux définie par l'Insee en 2022.
Elle est située hors unité urbaine et hors attraction des villes,.

### Occupation des sols
L'occupation des sols de la commune, telle qu'elle ressort de la base de données européenne d’occupation biophysique des sols Corine Land Cover (CLC), est marquée par l'importance des territoires agricoles (79,3 % en 2018), une proportion identique à celle de 1990 (79,3 %). La répartition détaillée en 2018 est la suivante : 
prairies (61,3 %), forêts (16,9 %), terres arables (13,9 %), zones agricoles hétérogènes (4,1 %), zones urbanisées (3,8 %). L'évolution de l’occupation des sols de la commune et de ses infrastructures peut être observée sur les différentes représentations cartographiques du territoire : la carte de Cassini (XVIIIe siècle), la carte d'état-major (1820-1866) et les cartes ou photos aériennes de l'IGN pour la période actuelle (1950 à aujourd'hui).

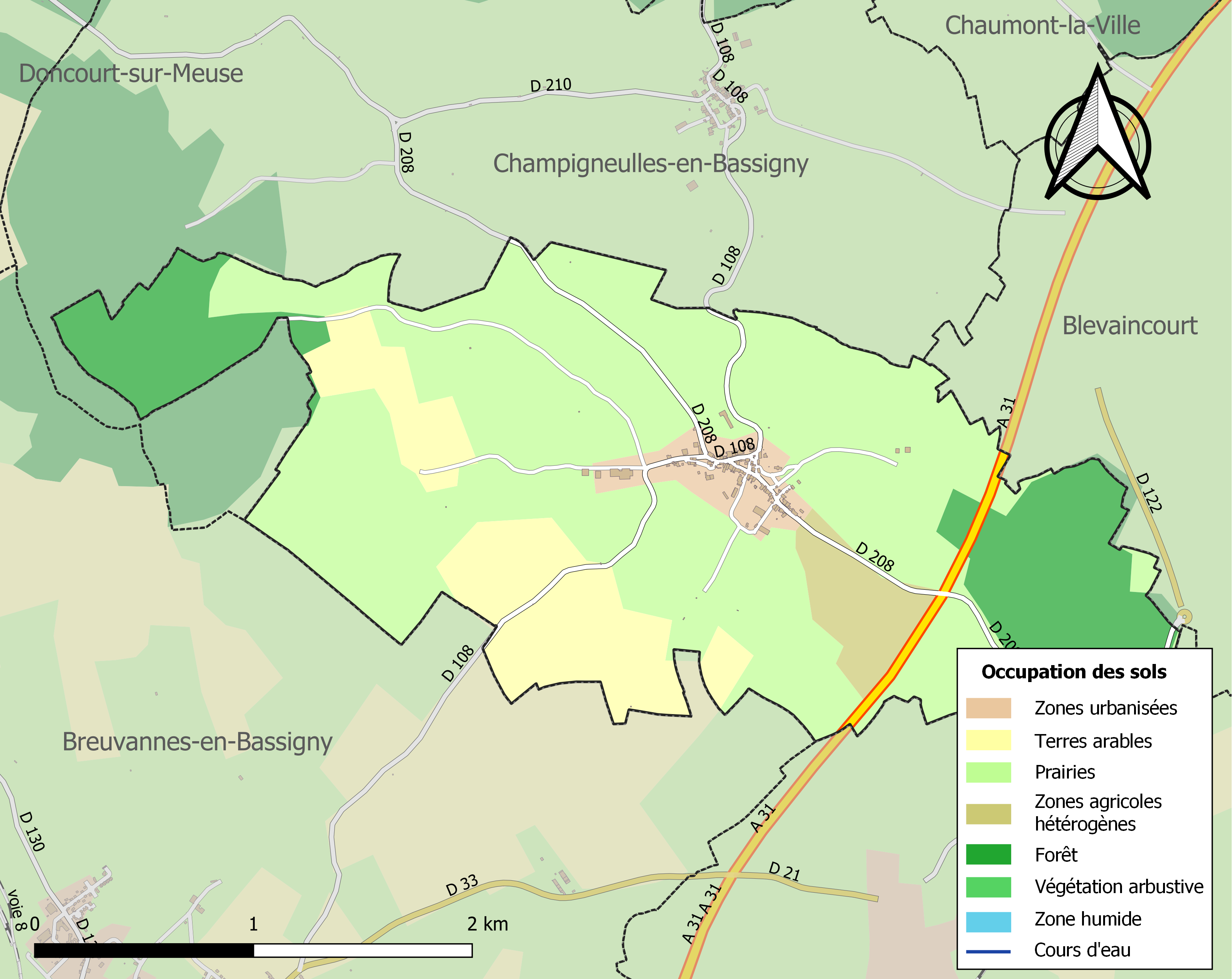
Carte des infrastructures et de l'occupation des sols de la commune en 2018 (CLC).

## Toponymie
Le nom de la localité est attesté sous les formes Germani Villare (1092) ; Germainviller (1279) ; Germainvillers (1445) ; Germainvilliers (1526).

Trace toponymique d'immigration : les Germains sont représentés par cet ancien lieu, de Germani et -a (villa), « ( ferme ) des Germains ». Un élément de datation n'a pas été utilisé alors qu'il est indubitable. C'est un nom ethnique qui vient déterminer l'appellatif. Ce type de formation est typique des Ve-VIe siècles, composé avec le déterminant en villare.

À la fin du IVe siècle et au début du Ve siècle, l’Empire romain a été confronté à un vaste mouvement migratoire venu de l’Est : ce furent ce qu’on appelle les invasions barbares. L’Empire, sans doute trop vaste et déjà sur le déclin, n’a pu ni protéger ses frontières ni intégrer ces nouveaux peuples.

## Héraldique
| Blason de Germainvilliers | Blason  | Parti : au 1er coupé au I d’argent au lion léopardé de gueules, au II d'azur à l'étoile d’argent, au 2e d'or plain. |
| Blason de Germainvilliers | Détails | Le statut officiel du blason reste à déterminer.                                                                    |

## Politique et administration
| Période                                  | Période  | Identité            | Étiquette | Qualité |
| ---------------------------------------- | -------- | ------------------- | --------- | ------- |
| avant 1988                               | ?        | Georges Hamm        |           |         |
| mars 2001                                | En cours | Jean-Claude Laumont |           |         |
| Les données manquantes sont à compléter. |          |                     |           |         |

## Population et société

### Démographie

#### Évolution démographique
L'évolution du nombre d'habitants est connue à travers les recensements de la population effectués dans la commune depuis 1793. Pour les communes de moins de 10 000 habitants, une enquête de recensement portant sur toute la population est réalisée tous les cinq ans, les populations de référence des années intermédiaires étant quant à elles estimées par interpolation ou extrapolation. Pour la commune, le premier recensement exhaustif entrant dans le cadre du nouveau dispositif a été réalisé en 2007.

En 2022, la commune comptait 84 habitants, en évolution de −7,69 % par rapport à 2016 (Haute-Marne : −4,62 %, France hors Mayotte : +2,11 %).
| 1793 | 1800 | 1806 | 1821 | 1831 | 1836 | 1841 | 1846 | 1851 |
| ---- | ---- | ---- | ---- | ---- | ---- | ---- | ---- | ---- |
| 400  | 406  | 395  | 419  | 444  | 462  | 412  | 399  | 379  |

| 1856 | 1861 | 1866 | 1872 | 1876 | 1881 | 1886 | 1891 | 1896 |
| ---- | ---- | ---- | ---- | ---- | ---- | ---- | ---- | ---- |
| 360  | 332  | 332  | 299  | 283  | 267  | 282  | 290  | 276  |

| 1901 | 1906 | 1911 | 1921 | 1926 | 1931 | 1936 | 1946 | 1954 |
| ---- | ---- | ---- | ---- | ---- | ---- | ---- | ---- | ---- |
| 273  | 241  | 231  | 177  | 159  | 146  | 132  | 134  | 130  |

| 1962 | 1968 | 1975 | 1982 | 1990 | 1999 | 2006 | 2007 | 2012 |
| ---- | ---- | ---- | ---- | ---- | ---- | ---- | ---- | ---- |
| 124  | 124  | 107  | 107  | 101  | 88   | 98   | 99   | 97   |

| 2017 | 2022 | - | - | - | - | - | - | - |
| ---- | ---- | - | - | - | - | - | - | - |
| 89   | 84   | - | - | - | - | - | - | - |

## Lieux et monuments

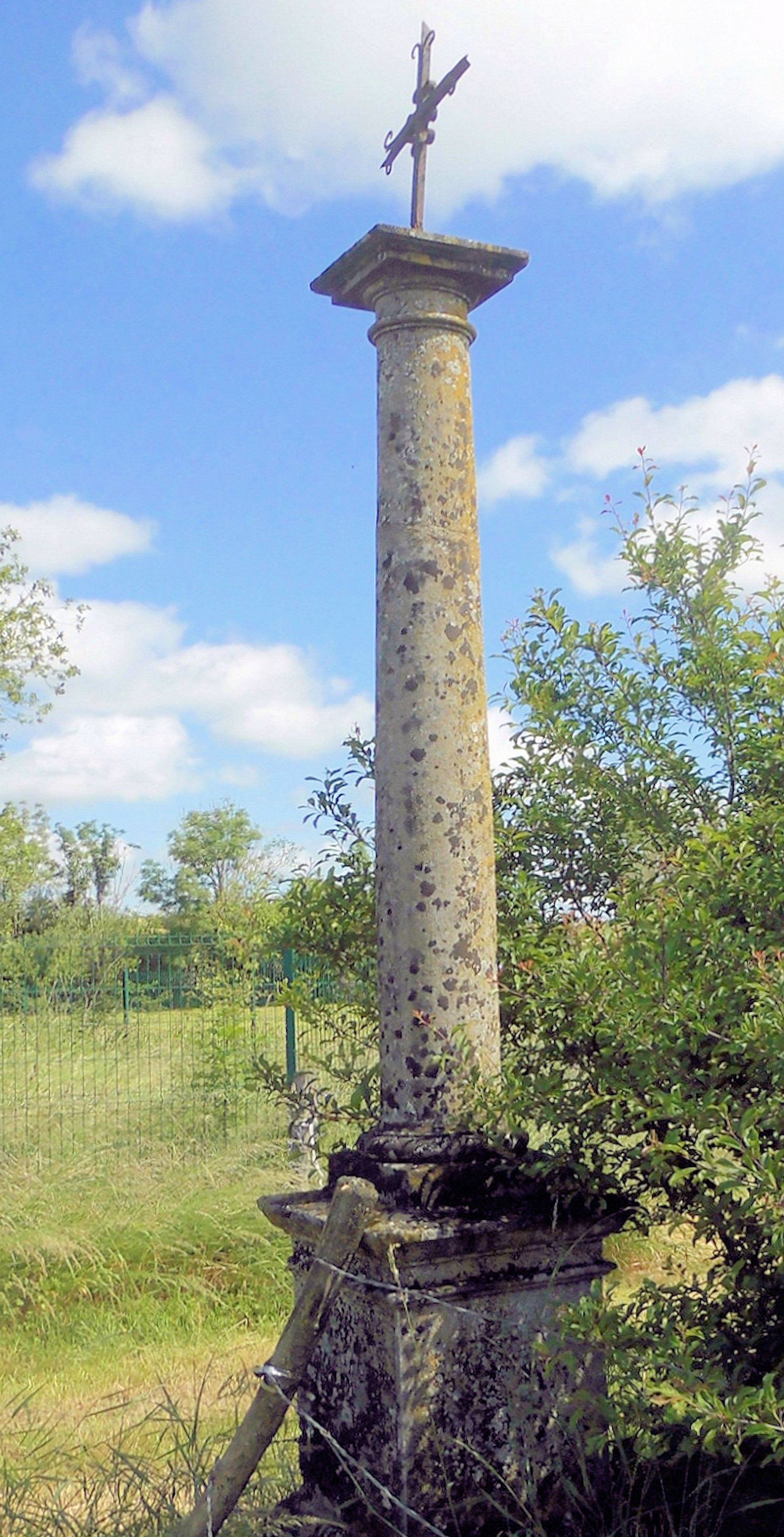
La croix de chemin (Monument historique)

- Église fin XVe-début XVIe dédiée à saint Félix. Retable pittoresque, présentant au sommet la Visitation et sur le tabernacle l'épiphanie en bas relief, style Gerdolle, récemment rénové mais non repeint. Ferronneries arc triomphal, appui de communion et grille de fonts baptismaux XVIIIe réalisé par des artistes locaux. 
 Statuaire très riche. Sur la première dalle de l'allée centrale on devine encore les traces de l'inscription originale : Ici gist honoré seigneur Jean de Sarrazin, Seigneur de Germainvilliers et Saint-Ouën en partie, lieutenant eu gouvernement de La Mothe, lequel mourut le 31 janvier 1635. Priez Dieu pour son âme. Jean, seigneur de Germainvilliers, fut nommé Gouverneur de La Mothe au siège de 1634, après la mort de Choisel d'Isches. Mais il était trop tard pour éviter la reddition.

C'est son fils Antoine, capitaine de la compagnie postée au bastion Saint-Nicolas lors de ce premier siège de la forteresse, et lieutenant-colonel près du gouverneur Cliquot lors du second siège, qui rapporta au village la Belle Croix, dite de La Mothe, datée 1626, la sauvant ainsi du massacre. C'est lui aussi qui porta religieusement sur lui, pendant le siège, le « reliquaire de la vraie croix » en or émaillé que l'on peut voir au Musée lorrain à Nancy.
- Le château est aujourd'hui propriété de M. Vuillemin qui le restaure au mieux de ce que l'on sait de ses origines. On peut toujours y voir le blason de la famille Sarrazin : « D'argent au léopard lionné de gueules, coupé, soutenu d'azur à une étoile d'or ; et pour cimier, un demi lion de gueules, entre un vol d'argent et d'or. »

## Personnalités liées à la commune
- Jean de Sarrazin, seigneur de Germainvilliers, lieutenant au gouvernement de La Mothe.
- Félix Ganard (1661-1725), né à Germainvilliers, fondeur de cloches actif en Belgique dans l'Entre-Sambre-et-Meuse.